# Luka Pibernik
Luka Pibernik (Lubiana, 23 ottobre 1993) è un ex ciclista su strada sloveno, due volte campione nazionale in linea Elite e professionista dal 2015 al 2020.

## Palmarès
- 2013 (Radenska, due vittorie)

2ª tappa Czech Cycling Tour (Olomouc > Mohelnice)
Campionati sloveni, Prova in linea
- 2015 (Lampre-Merida, una vittoria)

Campionati sloveni, Prova in linea
- 2016 (Lampre-Merida, una vittoria)

6ª tappa Eneco Tour (Riemst > Lanaken)

### Altri successi
- 2013 (Radenska, una vittoria)

Classifica a punti Corsa della Pace Under-23

## Piazzamenti

### Grandi Giri
- Giro d'Italia

2017: 100º
- Tour de France

2016: 102º
- Vuelta a España

2018: 142º
2019: 109º

### Classiche monumento
- Milano-Sanremo

2018: 86º
- Giro delle Fiandre

2015: 116º
2016: ritirato
2017: 43º
2018: 85º
2020: ritirato
- Parigi-Roubaix

2015: ritirato
2016: 106º
2017: 101º
2018: 100º
- Liegi-Bastogne-Liegi

2017: ritirato
2019: 97º
- Giro di Lombardia

2017: 63º

### Competizioni mondiali
- Campionati del mondo

Copenaghen 2011 - In linea Juniores: 20º
Limburgo 2012 - In linea Under-23: 5º
Toscana 2013 - In linea Under-23: ritirato
Ponferrada 2014 - In linea Under-23: 15º
Richmond 2015 - Cronosquadre: 15º
Richmond 2015 - In linea Elite: 47º
Doha 2016 - In linea Elite: ritirato
Bergen 2017 - In linea Elite: 42º
Innsbruck 2018 - In linea Elite: ritirato
Yorkshire 2019 - In linea Elite: ritirato
Imola 2020 - In linea Elite: ritirato

### Competizioni continentali
- Campionati europei

Herning 2017 - In linea Elite: 18º
Glasgow 2018 - In linea Elite: ritirato
Alkmaar 2019 - In linea Elite: ritirato
- Giochi europei

Minsk 2019 - In linea: 58º